# Benedetto Santapaola
Benedetto Santapaola, född 1938 i Catania, Sicilien, efterträdde Giuseppe Calderone, som boss för maffian i Catania 30 september 1978, när denne sköts till döds. Han arresterades 1993 och dömdes till livstids fängelse.